# Burmannia coelestis
Burmannia coelestis är en enhjärtbladig växtart som beskrevs av David Don.
Burmannia coelestis ingår i släktet Burmannia och familjen Burmanniaceae. Inga underarter finns listade i Catalogue of Life.